# Теллурид серебра
Теллурид серебра — бинарное неорганическое соединение
серебра и теллура
с формулой AgTe,
кристаллы.

## Получение
- В природе встречается минерал эмпрессит — AgTe [1].

- Соединение не образуется при нагревание стехиометрических количеств чистых веществ.

## Физические свойства
Теллурид серебра образует кристаллы
ромбической сингонии, пространственная группа P mnm, параметры ячейки a = 0,890 нм, b = 2,007 нм, c = 0,462 нм, Z = 16
.
Соединение разлагается при температуре 210÷215°С.